# Manono (Samoa)
Pour les articles homonymes, voir Manono.
Manono est une île des Samoa située entre Savai'i et Upolu, à l'intérieur du récif corallien de cette dernière. Avec une superficie de seulement 3 km2, elle est considérablement moins grande que ces deux îles.

## Géographie
Manono est longue de 2,4 kilomètres pour une largeur maximale atteignant 1,5 kilomètre. L'île entière est ceinturée par un récif corallien clos. Elle est située à environ trois kilomètres de la pointe occidentale d'Upolu et est séparée d'elle par des bas-fonds peu profonds. 

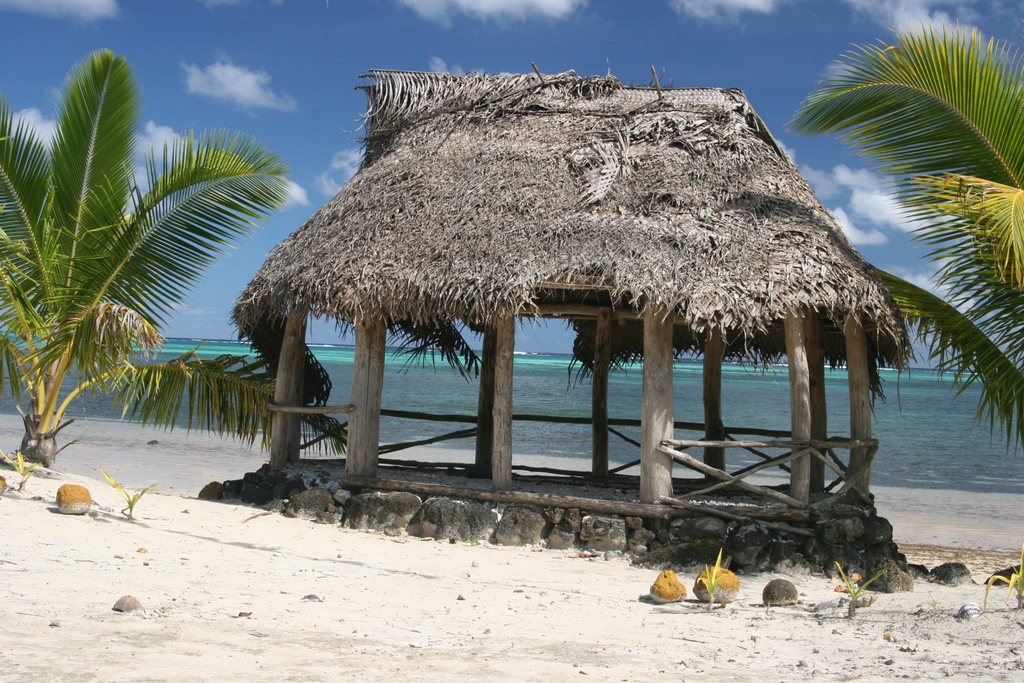
Une plage de Manono.

A 700 mètres au nord-ouest de Manono se trouve une petite île inhabitée du nom de Nuulupa, d'une altitude de 37 mètres et d'un diamètre d'environ 100 mètres.
Administrativement, l'île de Manono appartient au district de Aiga-i-le-Tai.

## Histoire
Au début du XIXe siècle, l'île était parfois appelée « l'île plate », car elle se compose principalement d'une petite colline plate au milieu de terrains bas, qui est en fait le cratère d'un volcan disparu.
Pendant les années 1800, l'île de Manono était un bastion pour l'église méthodiste et sa mission naissante à Samoa. 
L'île, avec ses deux îles voisines Apolima et Nuulopa, est inscrite à la liste indicative du patrimoine mondial de l'UNESCO. 

## Démographie

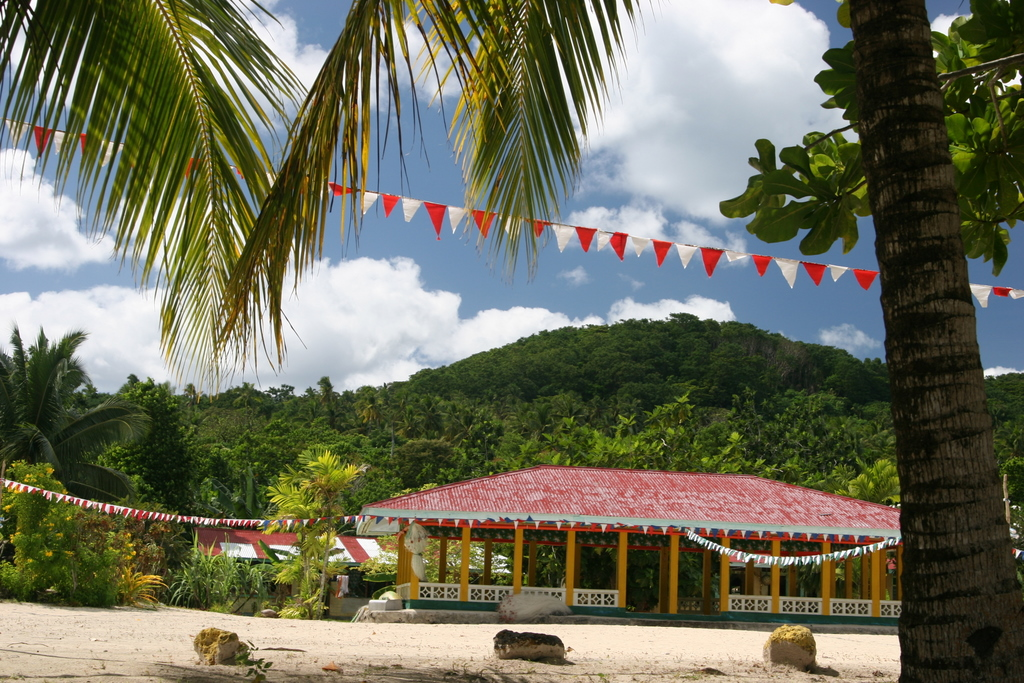
La salle commune de Fale tele.

Les quatre villages sur Manono avec leur population sont :
- Apai (en), à l'ouest (111) ;
- Faleu (en), au sud (354) ;
- Lepuia'i (en), au sud-ouest (223) ;
- Salua (en), au nord (201).

La population de l'île totalisait 889 habitants en 2006.
Sur les quatre îles habitées de Samoa, l'île de Manono a la troisième plus grande population, après les plus grandes îles que sont Upolu et Savai'i. 
Les habitants cultivent le taro, l'igname, les bananes et les noix de coco. L'île est d'importance mineure pour le tourisme.
Sur l'île, il n'y a pas de voitures ou de routes. L'artère principale de l'île est un sentier qui longe la côte. Les chiens et les chevaux sont interdits pour des raisons environnementales.
À l'ouest de Manono se situe la plus petite île d'Apolima et la plus grande île de Savai'i.